# Der Löwe im Winter
Der Löwe im Winter (Originaltitel: The Lion in Winter) ist ein britischer Film des Regisseurs Anthony Harvey aus dem Jahr 1968 nach dem gleichnamigen Theaterstück von James Goldman. Die Uraufführung fand am 30. Oktober 1968 in Hollywood in den Vereinigten Staaten statt.

## Handlung
Weihnachten 1183 auf der französischen Burg Chinon: Der alternde englische König Henry II. ist besorgt um sein Königreich und beschließt, seinen Nachfolger aus dem Kreise seiner drei Söhne Richard, Geoffrey und John auszuwählen, da der vorgesehene Thronfolger Heinrich der Jüngere vor kurzem verstorben ist. Henry hat sich die junge französische Prinzessin Alais zur Geliebten genommen, die jedoch seinem Sohn Richard als Gemahlin zugedacht ist. Ihr Bruder, der junge französische König Philipp II. von Frankreich, ist ebenfalls zu Besuch bei Henry und fordert die baldige Hochzeit der Prinzessin, ansonsten will er ihre aus Land bestehende Mitgift zurück.
Mit seiner Ehefrau Eleanor verbindet Henry eine Hassliebe. Weil Eleanor mehrfach gegen ihn konspiriert hat, lebt sie seit zehn Jahren auf der englischen Burg Old Sarum in der Verbannung. Sie ist verbittert darüber, dass ihr Mann sie für jüngere Geliebte wie die bereits verstorbene Rosamund oder nun Alais verließ. Zum weihnachtlichen Hof ruft Henry sie nach Chinon. Eleanor sieht an diesem Weihnachtstag ihre Chance gekommen, über ihren Sohn Richard Einfluss und Macht zurückzugewinnen. Zwischen Henry und Eleanor entspinnt sich ein intrigantes Ränkespiel um die Nachfolge des Königs, denn während der König den noch jugendlichen John favorisiert, will Eleanor Richard auf den Thron bringen. Richard wird zwar von seinem Vater als fähig angesehen, doch hat er sich in der Vergangenheit bereits gegen ihn gestellt und ist dadurch unbeliebt bei ihm geworden.
Henry stimmt zu, Alais mit Richard zu verheiraten und ihn zum Thronfolger zu machen. Richard erfährt allerdings bei der Hochzeit, dass nicht nur Eleanor die Freiheit bekommen, sondern John auch die wichtige Provinz Aquitanien zugesprochen werden soll. Daraufhin lehnt Richard die Hochzeit ab. John hat unterdessen geglaubt, dass er nicht mehr der Favorit seines Vaters sei, und mit seinem mittleren Bruder Geoffrey und König Philipp einen Plan zum Krieg gegen England geschmiedet. Henry findet durch ein Gespräch mit Philipp heraus, dass John und Geoffrey sich gegen ihn gestellt haben und dass Richard vor einigen Jahren eine homosexuelle Affäre mit dem jüngeren Philipp hatte.
Nun hält Henry alle drei Söhne für des Thrones unwürdig und lässt sie von seinen Wachen in einen Weinkeller einsperren. Er gibt dem Hof Anweisungen, dass er und Alais nach Rom zum Papst reisen, wo der Papst seine Ehe mit Eleanor annullieren soll, sodass er Alais heiraten und mit ihr neue Kinder haben kann. Alais gibt aber zu bedenken, dass er keine so lange Lebensspanne mehr habe und die drei Söhne nach seinem Tod eine Gefahr für sie und den potenziellen Thronfolger darstellten. Henry verurteilt daraufhin seine drei Söhne zum Tod, bringt es aber nicht fertig, sie hinzurichten, und lässt sie entkommen. Henry bleibt allein mit trüben Gedanken zurück, wobei die in ihr Gefängnis zurückkehrende Eleanor ihm den Ratschlag gibt, den Schmerz mit Lachen zu überspielen.

## Hintergrund

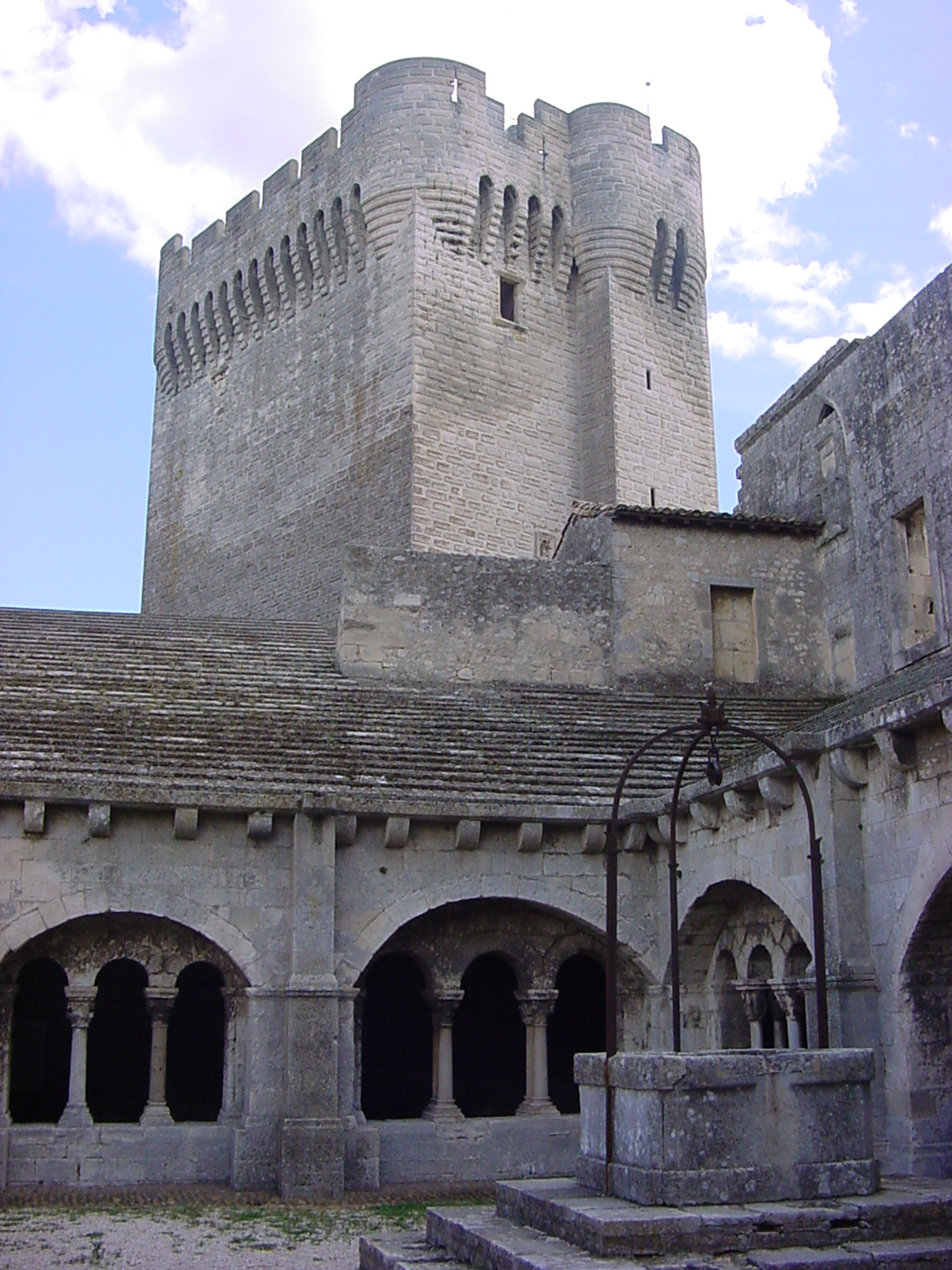
Die Abtei Montmajour diente als Filmkulisse

James Goldmans Bühnenstück The Lion in Winter hatte am 2. März 1966 mit Robert Preston als Henry, Rosemary Harris als Eleanor und Christopher Walken als Philipp seine Premiere am Broadway. Ihre Darstellung der Königin brachte Rosemary Harris zwar einen Tony Award, aber das Stück selbst wurde wegen fehlenden Zuschauerinteresses schon nach zweieinhalb Monaten eingestellt und bedeutete einen finanziellen Flop. Trotzdem wurde Goldmans Stück verfilmt, da nach dem Erfolg der Thomas-Morus-Biografie Ein Mann zu jeder Jahreszeit (1966) Stoffe über die englische Geschichte in Hollywood gesucht wurden.
Für Regisseur Anthony Harvey war es die erste Regiearbeit bei einem größeren Film, zuvor hatte er nur den Independentfilm Dutchman (1966) gedreht. Peter O’Toole war zum Zeitpunkt der Dreharbeiten rund 15 Jahre jünger als der echte Henry im Jahr 1183, galt aber für diese Rolle als prädestiniert, da er den König bereits vier Jahre zuvor im Film Becket gespielt und dafür eine Oscar-Nominierung erhalten hatte. Für Timothy Dalton bedeutete Der Löwe im Winter das Filmdebüt, für Anthony Hopkins war es erst der zweite Kinofilm nach The White Bus (1967). Katharine Hepburn soll eine Nachfahrin ihrer eigenen Filmfigur Eleanor gewesen sein, in ihrem Familienstammbaum findet sich angeblich ein illegitimes Kind von Eleanors Sohn John.
Ab Oktober 1967 probten die Schauspieler gemeinsam im Londoner Theatre Royal Haymarket, ehe sie in die Dreharbeiten von November 1967 bis März 1968 einstiegen. Das Budget des Löwen im Winter lag bei rund vier Millionen US-Dollar. Die meisten Innenszenen wurden in den Ardmore Studios bei Dublin gedreht, Außenszenen entstanden unter anderem in Wales und Frankreich. So diente das walisische Pembroke Castle als Kulisse für das Turnier mit Richard am Filmanfang. Obwohl der Hauptschauplatz des Films, die Burg Chinon, noch heute existiert, ist sie nicht im Film zu sehen. Da sie sich seit dem Mittelalter stark verändert hatte und in den 1960er-Jahren in einem weitgehend verfallenen Zustand war, diente stattdessen die Abtei Montmajour als Schauplatz für den Film.

## Synchronisation
Die deutsche Synchronfassung entstand zur Kinopremiere nach Dialogbuch und Dialogregie von Michael Günther.
| Rolle                           | Schauspieler      | Dt. Synchronstimme     |
| ------------------------------- | ----------------- | ---------------------- |
| König Henry II.                 | Peter O’Toole     | Ernst Wilhelm Borchert |
| Königin Eleonore von Aquitanien | Katharine Hepburn | Gisela Uhlen           |
| Richard Löwenherz               | Anthony Hopkins   | Michael Chevalier      |
| Geoffrey                        | John Castle       | Lothar Blumhagen       |
| John                            | Nigel Terry       | Horst Gentzen          |
| König Philipp                   | Timothy Dalton    | Michael Günther        |
| Captain William Marshal         | Nigel Stock       | Martin Hirthe          |

## Kritiken
Der Löwe im Winter erhält bis heute weitgehend positive Kritiken. Bei dem Kritikerportal Rotten Tomatoes besitzt er, basierend auf 41 Kritiken, eine positive Bewertung von 90 %. Der Film sei „schärfer und geistreicher“ als ein typischer Historienfilm und biete fantastische Schauspielleistungen, so der Kritikerkonsens („sharper and wittier than your average period piece, The Lion in Winter is a tale of palace intrigue bolstered by fantastic performances“).

„Das historische Geschehen um die Nachfolgekämpfe der Söhne Heinrichs II. von England (1133–1189) als psychologisches Familiendrama voller Haß und Neid. […] trotz epischer Breite voll innerer Spannung.“

„Anhand eines historischen Stoffes […] erlebt der Zuschauer in Form eines in Farbe und Breitwand projizierten Theaterdialogs einen Höhepunkt an psychologischer Selbstzerfleischung und Sarkasmus, der Hand in Hand geht mit einem unbedingten Höhepunkt an Schauspielkunst. Ein sophistisches und intellektuell getöntes Schauspiel; ein Genuß – ein letztlich wertloser zwar, aber ein Genuß.“

## Auszeichnungen (Auswahl)
- Academy Award – Katharine Hepburn erhielt 1969 für diese Rolle den dritten ihrer insgesamt vier Oscars als Beste Hauptdarstellerin. John Barry erhielt für die Beste Filmmusik seinen dritten Oscar und James Goldman den Oscar für das beste adaptierte Drehbuch. Peter O’Toole wurde als Bester Hauptdarsteller nominiert, verlor jedoch; es war seine zweite Nominierung für die Rolle des Henry, den er zuvor bereits in Becket dargestellt hatte. Der Film erhielt zudem Nominierungen in den Kategorien Bester Film, Beste Regie und Bestes Kostümdesign (Margaret Furse).
- Society of Film and Television Arts Awards – für Katharine Hepburn und John Barry.
- Golden Globe – der Film erhielt den Golden Globe als bester Film der Kategorie Drama; Peter O’Toole erhielt den Golden Globe als bester Hauptdarsteller.

## Neuverfilmung
2004 entstand mit Patrick Stewart und Glenn Close ein Fernsehfilm. Der Film erhielt verschiedene Auszeichnungen, darunter für Close den Golden Globe Award.